# 莲花中学 (深圳)
深圳市福田区莲花中学（简称福田区莲花中学，或莲花中学，English Name：Lianhua Middle School of Futian District]）是福田区政府财政全资兴办的一所公立学校，为福田区首家广东省一级中学，有北校区、南校区共2个教学分部。两个校区均招收初一至初三（七年级至九年级）学生。

## 历史
莲花中学（现北校区）创建于1991年7月，位于中国深圳市福田区红荔西路莲花二村内，第二地址为深圳市彩田路6008号。该校区招收地段内7年级至8年级适龄初中学生。
南校区原名深圳市福田区岗厦中学，创建于1996年并于2011年2月合并至莲花中学。

## 体育
射箭、足球运动为该校特色体育项目。足球队先后获得2003年区级校际赛第一名、2004年市级校际赛冠军。田径队、篮球队等课外体育小组和活动也是莲花中学的体育特色。

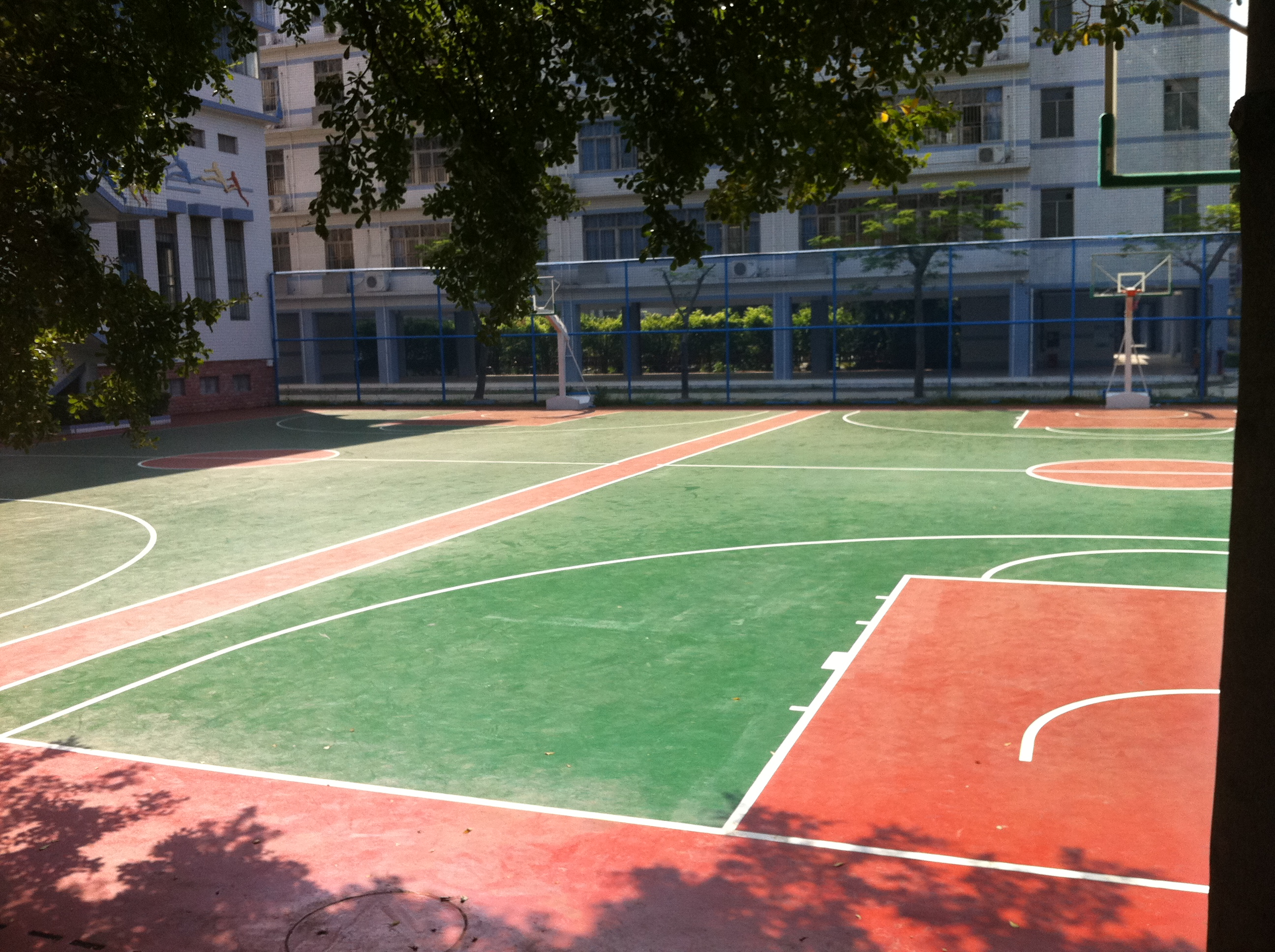
深圳市莲花中学的篮球场

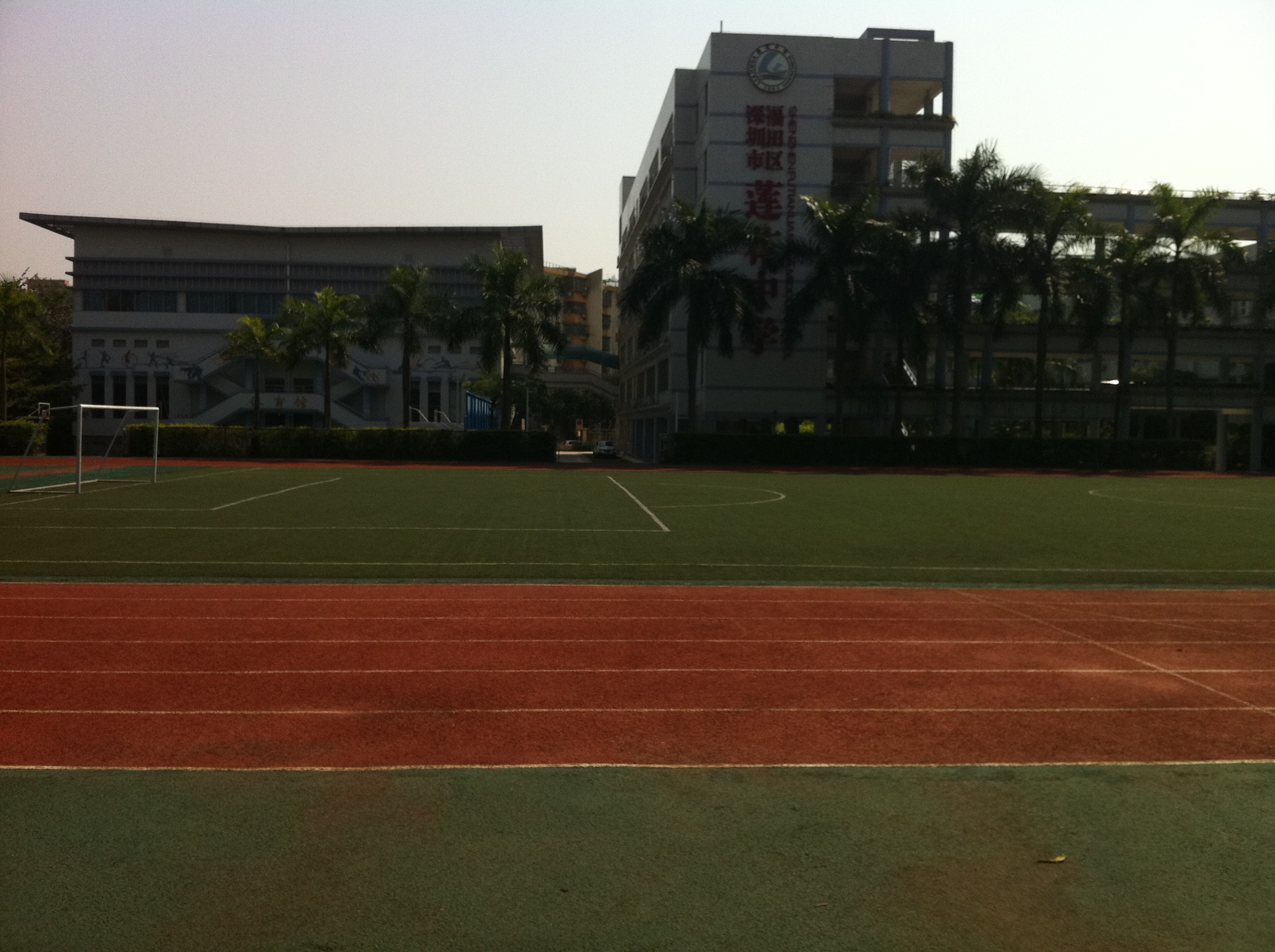
深圳市福田区莲花中学的200米赛道

北校区体育设施：
- 250米塑胶跑道1个
- 户外硬地篮球场2个
- （体育馆）室内篮球场1个
- （体育馆）室内羽毛球场2个
- （体育馆）室内乒乓球台

## 图片

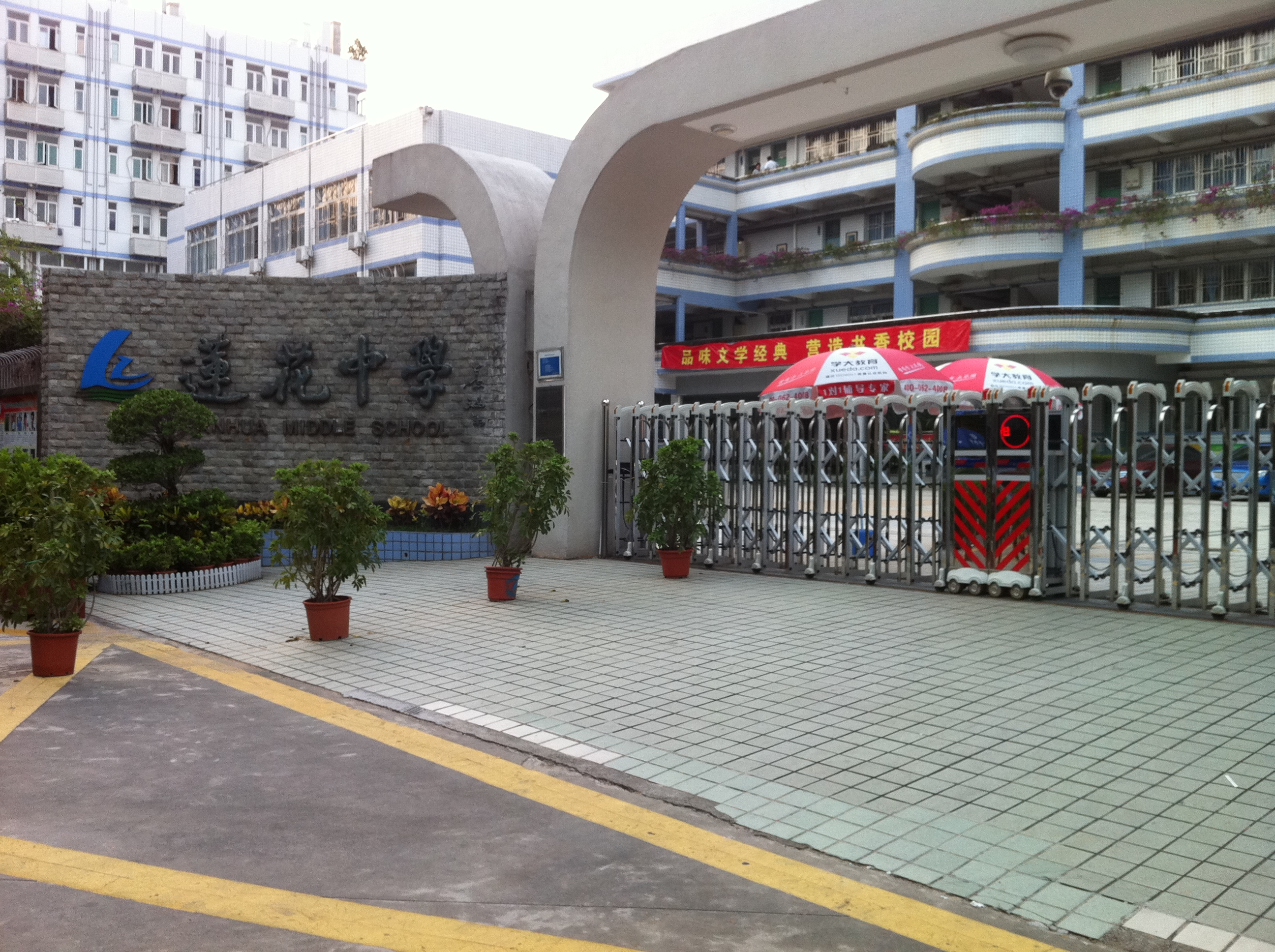
深圳市莲花中学北校区校门